# Omar Rodríguez-López
Omar Alfredo Rodríguez-López (nacido el 1 de septiembre de 1975 en Bayamón, Puerto Rico) es un multinstrumentalista, compositor, director y actor de cine. Conocido principalmente por haber sido la primera guitarra y productor del grupo de rock progresivo y psicodélico The Mars Volta hasta inicios de 2013. El 2022 marcó el regreso de The Mars Volta quienes lanzaron un nuevo albúm y anunciaron gira mundial.

## Biografía
Omar Rodríguez-López creció en El Paso, Texas. Después de irse de Texas antes de los 18 años, viajó por América. Durante este tiempo vio que su vida no iba a ningún lado, entonces llamó a su amigo Cedric Bixler-Zavala quien le sugirió que regresara a El Paso. Con ayuda de Bixler-Zavala, pudo regresar a El Paso donde se unió a At The Drive-In como bajista y vocalista de respaldo. Después de firmar un contrato con Flipside y grabar Acrobatic Tenement pasó a ser el guitarrista oficial.
Omar Rodríguez-López ha pasado la mayoría de su carrera trabajando, y a menudo viviendo, con su gran amigo, Cedric Bixler-Zavala. Ambos tocaron juntos en la banda de poshardcore  At the Drive-In. Mientras pertenecían a dicha banda, formaron una banda dub reggae llamada De Facto. En el 2001, ambos dejaron At the Drive-In, de la cual eran integrantes desde 1993, en "interrupción indefinida" para formar la banda "The Mars Volta". Además, Cedric aparece en el disco A Manual Dexterity: Soundtrack Volume 1 de Rodríguez-López, banda sonora de la película, del mismo nombre, de Rodríguez-López. La fecha de lanzamiento de esta película ha sido pospuesta indefinidamente.
Como guitarrista, Rodríguez-López es conocido por su estilo experimental, creativo y atonal, caracterizado por acordes inusuales y progresiones complejas y cambios frecuentes de compás, solos improvisados y experimentación sin descanso. Rodríguez-López dice saber muy poco de teoría musical, aunque las melodías en los solos del primer álbum de "The Mars Volta" De-loused in the Comatorium demuestran una significativa habilidad y variedad. 
Omar Rodríguez-López es un guitarrista visionario y moderno en términos de innovación y experimentación. Su estilo muestra una gran semejanza al guitarrista de King Crimson, Robert Fripp, y a John Frusciante ya que dichos guitarristas usan armonías atonales y tritonales. Parece ser que Fripp tiene una considerable influencia en Rodríguez-López. Sin embargo, Rodríguez ha dicho que sus principales influencias artísticas no han sido musicales, a excepción de su gurú, el pianista de salsa Larry Harlow. Rodríguez cita al comediante Lenny Bruce, el director de cine Werner Herzog,  el antropólogo Carlos Castañeda y el cienasta Marcelo Ortega como cinco influencias importantes. El hecho de que estas personas no sean músicos resalta el acercamiento no convencional de Rodríguez a su medio, diferenciándolo de otros guitarristas de esta era y pasadas.
Omar Rodríguez-López está nombrado por toda la música escuchada en el lanzamiento del 2005 de The Mars Volta, Frances the Mute. Recientemente también ha terminado de producir el siguiente álbum de la banda de Los Ángeles Radio Vago.
En 2009, la banda ganó un Grammy en la categoría Best Hard Rock Performance por la canción Wax Simulacra.

## Discografía

### Con Startled Calf
- I Love Being Trendy (1991) - EP

### Con At the Drive-In
- Acrobatic Tenement (1996) - LP
- El Gran Orgo (1997) - EP
- In/Casino/Out (1998) - LP
- Vaya (1999) - EP
- Relationship of Command (2000) - LP
- This Station Is Non-Operational (2005) - Compilatorio
- 2017: In•ter a•li•a (2017)

### Con De Facto
- 456132015 (2001) - EP
- Megaton Shotblast (2001) - LP
- How Do You Dub? You Fight For Dub, You Plug Dub In (2001) - LP
- Legende Du Scorpion A Quatre Queues (2001) - LP

### Con The Mars Volta
- Tremulant (2002) - EP
- De-Loused in the Comatorium (2003) - LP
- Live (2003) - Live EP
- Frances the Mute (2005) - LP
- Scabdates (2005) - Live LP
- Amputechture (2006) - LP
- The Bedlam in Goliath (2008) - LP
- Octahedron (2009) - LP
- Noctourniquet (2012) - LP
- The Mars Volta (2022) - LP

### Con John Frusciante
- Omar Rodriguez Lopez & John Frusciante (2010) - (EP)

### Con Bosnian Rainbows
- Bosnian Rainbows Live at Clouds Hill (10" EP) (2012; part of Live at Clouds Hill box set)
- Bosnian Rainbows (2013)

### Con Kimono Kult
- Hiding In The Light (2014) - EP

### Con Antemasque
- Antemasque (2014)

### Con El Grupo Nuevo de Omar Rodríguez-López
- Cryptomnesia (2009)

### Con Apolo mx |Apolo
- Tercer Solar (album)
- Siddharta (sencillo)
- Guardián (álbum de larga duración)

### Con Mon Laferte
- Norma (2018)

En estos trabajos se ha desempeñado como productor y solo en "Siddharta" fue músico invitado de la banda.